# Злочин Силвестра Бонара
„Злочин Силвестра Бонара” је југословенски ТВ филм из 1962. године. Режирао га је Влада Петрић а сценарио је написан по делу Анатола Франса.

## Улоге
| Глумац          | Улога |
| --------------- | ----- |
| Царка Јовановић |       |
| Мирјана Коџић   |       |
| Виктор Старчић  |       |
| Еуген Вербер    |       |
| Бранка Зорић    |       |